# 19 luglio
Il 19 luglio è il 200º giorno del calendario gregoriano (il 201º negli anni bisestili). Mancano 165 giorni alla fine dell'anno.

## Eventi
- 64 – Grande incendio di Roma, il giorno passerà alla storia come Dies nefastus
- 484 – Leonzio viene incoronato imperatore a Tarso, in opposizione a Zenone
- 711 – Le forze musulmane di Tariq ibn Ziyad sconfiggono i Visigoti guidati da re Roderico
- 1333 – Battaglia di Halidon Hill: battaglia finale delle guerre d'indipendenza scozzesi
- 1544 – Inizia l'assedio di Boulogne durante l'invasione di Enrico VIII in Francia
- 1553 – Dopo aver regnato per soli nove giorni, Lady Jane Grey viene sostituita da Maria I come regina d'Inghilterra
- 1620 – Avviene il Sacro macello in Valtellina: circa 600 protestanti, compresi donne e bambini, vengono uccisi nella notte dai cattolici istigati da predicatori francescani e domenicani
- 1717 – La flotta veneziana supportata da uno squadrone misto di navi portoghesi, maltesi e pontificie sconfigge gli ottomani nella battaglia di Matapan
- 1747 – Battaglia dell'Assietta: sull'omonimo pianoro, i piemontesi ottengono una clamorosa vittoria sull'esercito francese resistendo eroicamente con esigue truppe agli assalti delle forze di Luigi XV
- 1848 – Diritti delle donne: inizia a Seneca Falls (New York) la storica Woman's Right Convention
- 1863 – Guerra di secessione americana: a Buffington Island (Ohio), il raid del generale confederato John Hunt Morgan viene ostacolato quando un gruppo dei suoi uomini viene catturato mentre cerca di attraversare il fiume Ohio
- 1870 – Guerra franco-prussiana: la Francia dichiara guerra alla Prussia
- 1900 – Apre al pubblico il primo tratto della Linea 1 della metropolitana di Parigi fra le stazioni di Porte de Vincennes e Porte Maillot, rispettivamente al limite est e al limite ovest del centro urbano della città
- 1903 – Maurice Garin vince il primo Tour de France
- 1915 – Gli italiani sono sconfitti nella battaglia del Podgora
- 1919 – Viene abrogata l'autorizzazione maritale
- 1937 – Apre a Monaco di Baviera nel portico nord dello Hofgarten la prima tappa dell'itinerante Mostra d'arte degenerata che espone opere d'arte invise agli ideali del nazismo; il giorno prima, aveva aperto nella vicina Haus der Kunst l'esposizione gemella Grande mostra d'arte tedesca
- 1942 – Seconda guerra mondiale, battaglia dell'Atlantico: il grandammiraglio tedesco Karl Dönitz ordina agli ultimi U-Boot di ritirarsi dalle posizioni sulla costa statunitense dell'Atlantico, come risposta all'impiego statunitense di un efficace sistema di convogli
- 1943 – Seconda guerra mondiale: "Incontro di Feltre" fra Hitler e Mussolini presso la villa di Achille Gaggia a Socchieva di Belluno
- 1943 – Seconda guerra mondiale: Roma viene bombardata dagli Alleati per la prima volta; i morti sono 617, la Basilica di San Lorenzo viene danneggiata, e Papa Pio XII lascia il Vaticano per soccorrere le vittime
- 1952 – Apertura dei Giochi della XV Olimpiade a Helsinki in Finlandia
- 1954 – Elvis Presley pubblica il suo primo singolo: That's All Right, Mama
- 1964 – Guerra del Vietnam: durante un comizio a Saigon, il primo ministro sudvietnamita Nguyễn Khánh chiede di espandere la guerra nel Vietnam del Nord
- 1966 – Al Campionato mondiale di calcio, la Corea del Nord sconfigge clamorosamente l'Italia eliminandola dal torneo; per la prima volta una nazionale asiatica giunge ai quarti di finale
- 1969 – Viene ufficializzata la Bank of Baroda
- 1975 – Viene fondato Gardaland, il primo parco di divertimento stabile in Italia
- 1976
  - Viene creato in Nepal il Parco nazionale di Sagarmatha
  - Montréal: Nadia Comăneci, 14 anni, diventa la prima atleta a ottenere il punteggio perfetto di 10.00 nel corso della XXI Olimpiade
- 1979 – In Nicaragua i ribelli Sandinisti rovesciano la dittatura, appoggiata dagli USA, di Anastasio Somoza Debayle
- 1980 – Apertura dei Giochi della XXII Olimpiade a Mosca in Russia
- 1985
  - Disastro della Val di Stava - I due bacini di decantazione dell'impianto di trattamento della fluorite presso la miniera di Prestavel crollano, causando un'ondata di acqua inquinata, sabbia e limo di circa 180.000 metri cubi che travolge il paesino di Stava e alcune vie del centro di Tesero, in Trentino. Nella catastrofe perdono la vita 268 persone.
  - La lira italiana, già sotto pressione nella giornata per l'incidente di poco prima, viene chiamata alle grida della Borsa di Milano fino a 2200 lire per un dollaro.
  - Il vicepresidente statunitense George H. W. Bush annuncia che l'insegnante Christa McAuliffe sarà la prima maestra a volare a bordo dello Space Shuttle (vedi Space Shuttle Challenger)
- 1986 – Esce nelle sale cinematografiche giapponesi il film fantasy animato C'era una volta Windaria: la sua edizione statunitense tagliata, rieditata e con una sceneggiatura completamente inventata da zero sarà un caso limite nella storia degli adattamenti di anime in Occidente[1]
- 1992 – A pochi mesi dalla Strage di Capaci, viene ucciso dalla mafia il procuratore della Repubblica Paolo Borsellino assieme a cinque agenti della sua scorta nella Strage di via d'Amelio a Palermo
- 1996 – Apertura dei Giochi della XXVI Olimpiade ad Atlanta negli USA
- 1997 - L'IRA, in seguito alla schiacciante vittoria dei laburisti nelle elezioni britanniche, ripristina il cessate il fuoco interrotto l'anno prima
- 2001 – In Ciad viene scoperto un teschio fossile di una specie ancora sconosciuta, chiamata Sahelanthropus tchadensis, o più familiarmente "Toumaï"; la presentazione ufficiale avverrà tramite la rivista Nature l'11 luglio 2002
- 2008 – Esce nelle sale cinematografiche giapponesi Ponyo sulla scogliera, decimo lungometraggio di Hayao Miyazaki

## Nati
Ci sono circa 1 080 voci su persone nate il 19 luglio; vedi la pagina Nati il 19 luglio per un elenco descrittivo o la categoria Nati il 19 luglio per un indice alfabetico.

## Morti
Ci sono circa 490 voci su persone morte il 19 luglio; vedi la pagina Morti il 19 luglio per un elenco descrittivo o la categoria Morti il 19 luglio per un indice alfabetico.

## Feste e ricorrenze

### Civili
Nazionali:
- Birmania – Giorno dei martiri
- Malaysia – Compleanno di Yang di-Pertuan Besar di Ng Sembilan
- Nicaragua – Giorno della liberazione nazionale

Regionali:
- Piemonte – Festa del Piemonte-Festa dël Piemont[2]

### Religiose
Cristianesimo:
- Sant'Arsenio il Grande, eremita
- Sant'Aurea di Cordova, martire
- San Bernoldo di Utrecht, vescovo
- San Dio di Costantinopoli, archimandrita
- Santi Elisabetta Qin Bianzhi e Simone Qin Chunfu, martiri
- Sant'Epafra, vescovo e martire
- San Felice di Verona, vescovo
- San Giovanni Battista Zhou Wurui, martire
- San Giovanni Plessington, sacerdote e martire
- Santi Innocenti di Milano (Diodoro e tre compagni), martiri
- San Kragon, martire in Egitto
- San Liberio di Poitiers, vescovo
- Santi Macedonio, Teodulo e Taziano, martiri
- Santa Macrina la Giovane, monaca
- San Pietro Crisci da Foligno
- San Simmaco, papa
- Santo Stefano del Lupo
- Beato Achilles Jozef Puchala, sacerdote e martire
- Beato Antonio da Valladolid, mercedario
- Beato Herman Karol Stepien, sacerdote e martire
- Beato Pascasio da Lione, vescovo
- Beata Stilla di Abenberg, vergine
- Santa Vergine Tartaglia

Religione romana antica e moderna:
- Lucarie, primo giorno
- Ludi Francici, quinto giorno